# Anthanassa taxana
Anthanassa taxana är en fjärilsart som beskrevs av Edwards 1863. Anthanassa taxana ingår i släktet Anthanassa och familjen praktfjärilar. Inga underarter finns listade i Catalogue of Life.